# Бююкада
Бююкада (тур. Büyükada — «большой остров»; При́нкипо, греч. Πρίγκηπος — «принц»; Большой Остров) — самый большой остров среди Принцевых островов в Мраморном море около Стамбула. Площадь острова 5,36 км², население составляет 7335 человек (2000).

## Географическое описание

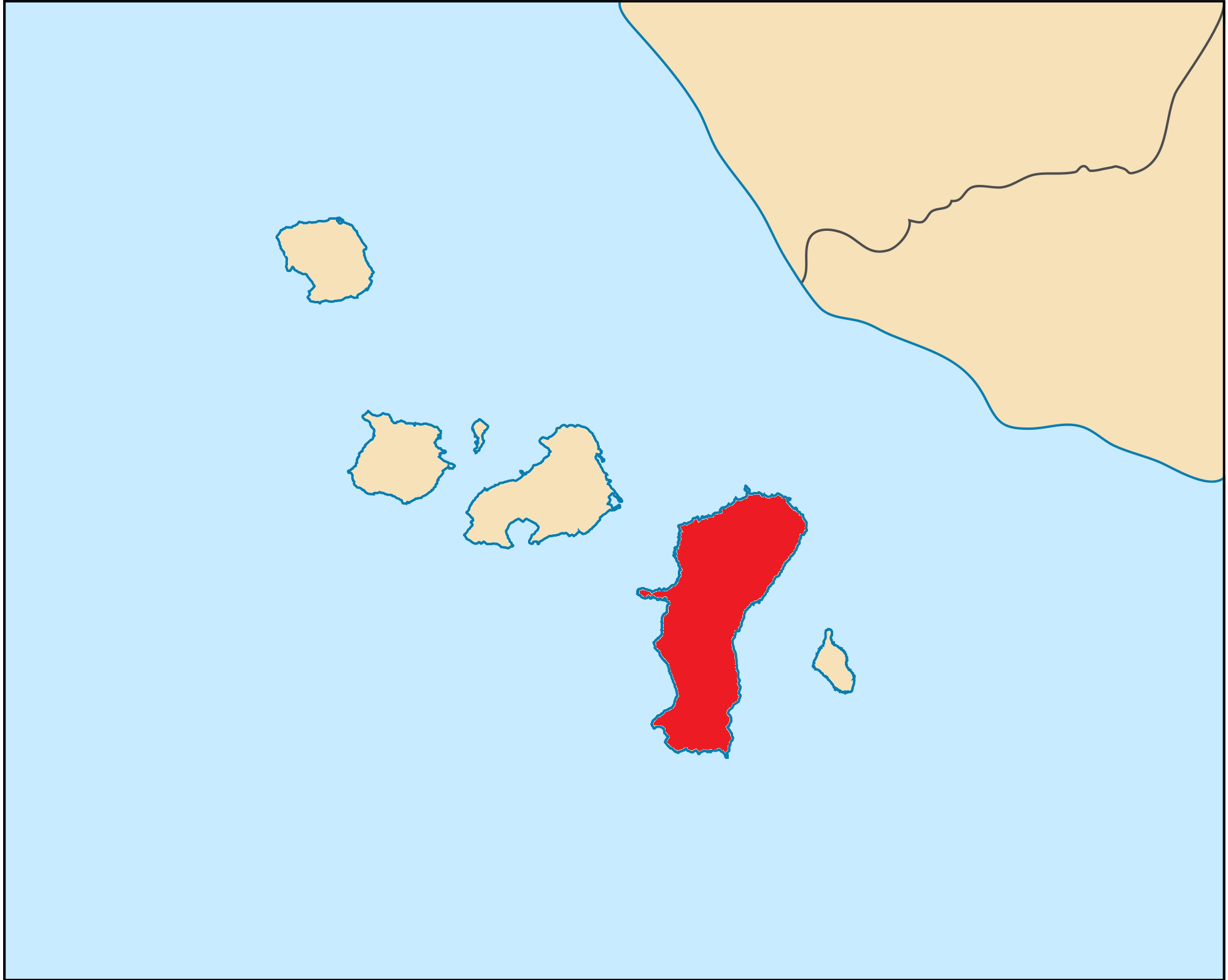
Остров Бююкада среди Принцевых островов

Расположен в 2,3 км к югу от побережья, от которого отделён проливом Бююкада. Официально остров Бююкада относится к Стамбульскому округу Адалар. Делится на два округа — Низам и Маден.
Основная часть жилой застройки сосредоточена на северной и северо-восточной стороне острова, где находится посёлок Бююкада. На западном берегу находится населённый пункт Низам, на северо-восточном — Тепекёй. Южная, более гористая часть острова практически не заселена.
Остров состоит из двух холмов. Холм на южной части называется Йорги, его высота 211 м. Холм, расположенный на северной части острова, называется Христос. В долине между холмами находится церковь и монастырь Св. Николая (Айос-Николас) и бывшая ярмарочная площадь, называемая Луна Парк. В западной части острова находится мыс Диль-Бурну (Dil Burnu), а на юге острова располагается пляж.

## История
В Византийскую эпоху остров был местом ссылок знатных особ. Также здесь находились монастыри. В начале XIV века его накрыла волна греческих беженцев из Малой Азии, искавших здесь спасения от наступавших турок.
В начале XX века на Бююкаде султаном и его приближёнными были построены виллы.
После революции на острове жил князь Дмитрий Борисович Голицын, который скончался здесь в 1920 году и похоронен на кладбище местной православной церкви. После высылки из СССР в феврале 1929 года, на Бююкаде четыре года жил Лев Троцкий.
До 1950-х годов (стамбульского погрома) значительную часть населения острова составляли греческие рыбаки, а также состоятельные греки, евреи и армяне.
К началу XXI века население составляло около 7 тысяч человек. Как и на других островах архипелага, единственный разрешённый вид общественного транспорта здесь — электрокар, велосипеды. Жители (кроме работников специальных служб) и путешественники передвигаются по острову пешком, на велосипедах, электрокарах, электробусах. Подъём на гору Йорги возможен только пешком или верхом на лошади.

## Достопримечательности

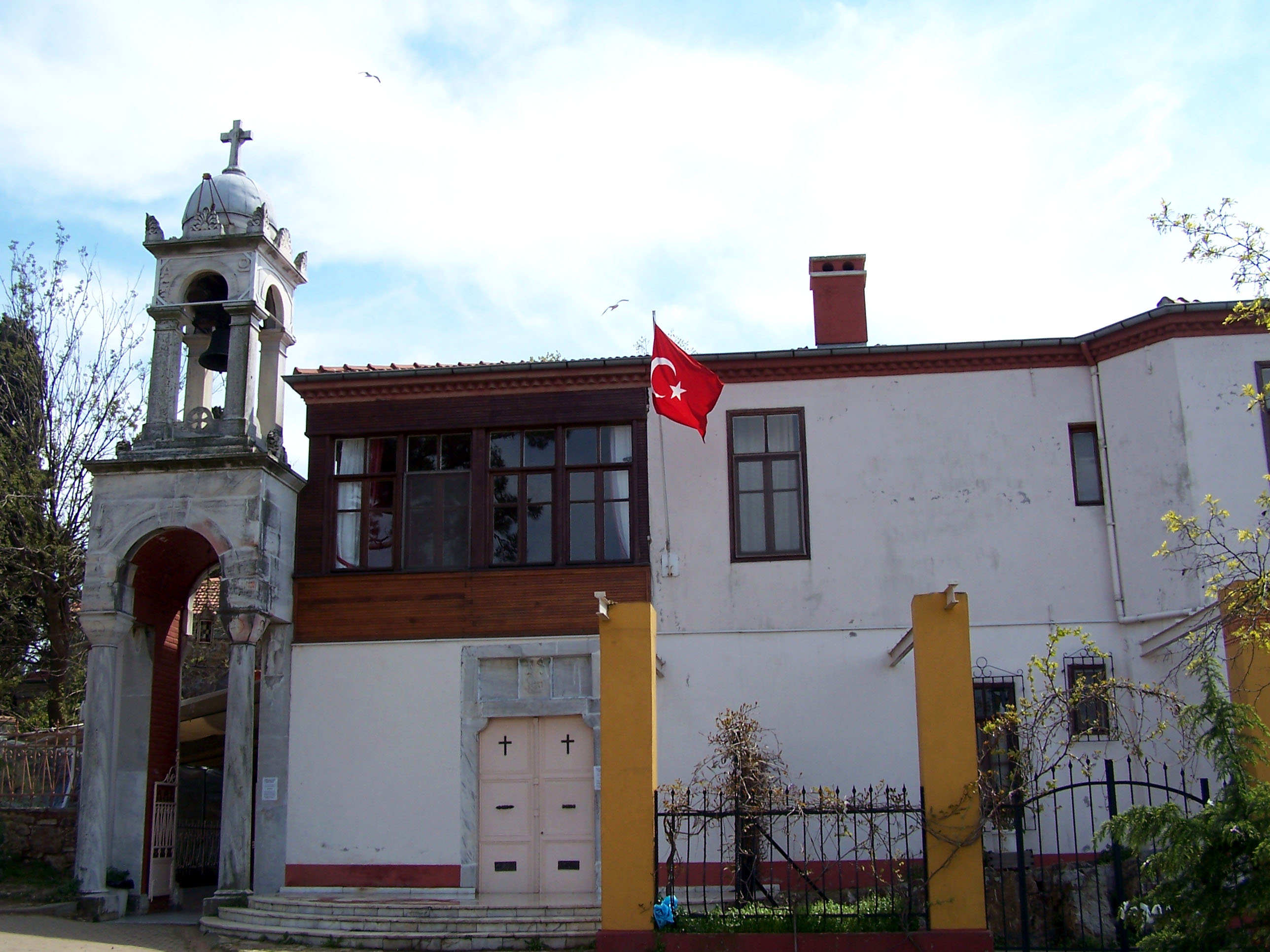
Колокольня и вход в монастырь Святого Георгия Кудунского

На острове работают мечети, православные, католические и армянские церкви, синагога.
Здесь расположены следующие православные церкви и монастыри:
- Монастырь Святого Георгия Кудунского, основанный, как принято считать, в 963 году[6] — на вершине южного холма, самой высокой точке острова
- монастырь «Христос» (Преображения Господня) — на вершине северного холма
- церковь и монастырь Св. Николая (Айос-Николас, Aziz Nicola Rum manastir) — между двумя холмами на восточном берегу
- храм Димитрия Солунского (греч. Ναός τοῦ Ἅγίου Δημητρίου Μυροβλύτου) 1856 года постройки в основном населённом пункте острова (Alacam Sokak 17)
- храм «Панагия» у стоянки миниавтобусов

Мечеть Хамидие (Hamidiye Camii) построена султаном Абдул Хамидом II 1892—1893 годы; есть синагога, католический и армянский храмы. Сохранился ряд особняков, построенных греческими богачами в позднюю оттоманскую эпоху. В запустении продолжает находиться самое большое деревянное здание Европы, известное как «Греческий приют» (Prinkipo Palace) на холме Христос (İsa Tepesi): здание было построено французской компанией в 1898 году как гостиница и казино, но на её открытие не было получено разрешения от Абдул Хамида и оно служило приютом для детей греческого происхождения с 1903 до 1964 года; в июне 2010 года Патриархат выиграл в Европейском суде по правам человека иск против правительства Турции о праве собственности на сооружение и планирует провести его реставрацию.

## Галерея

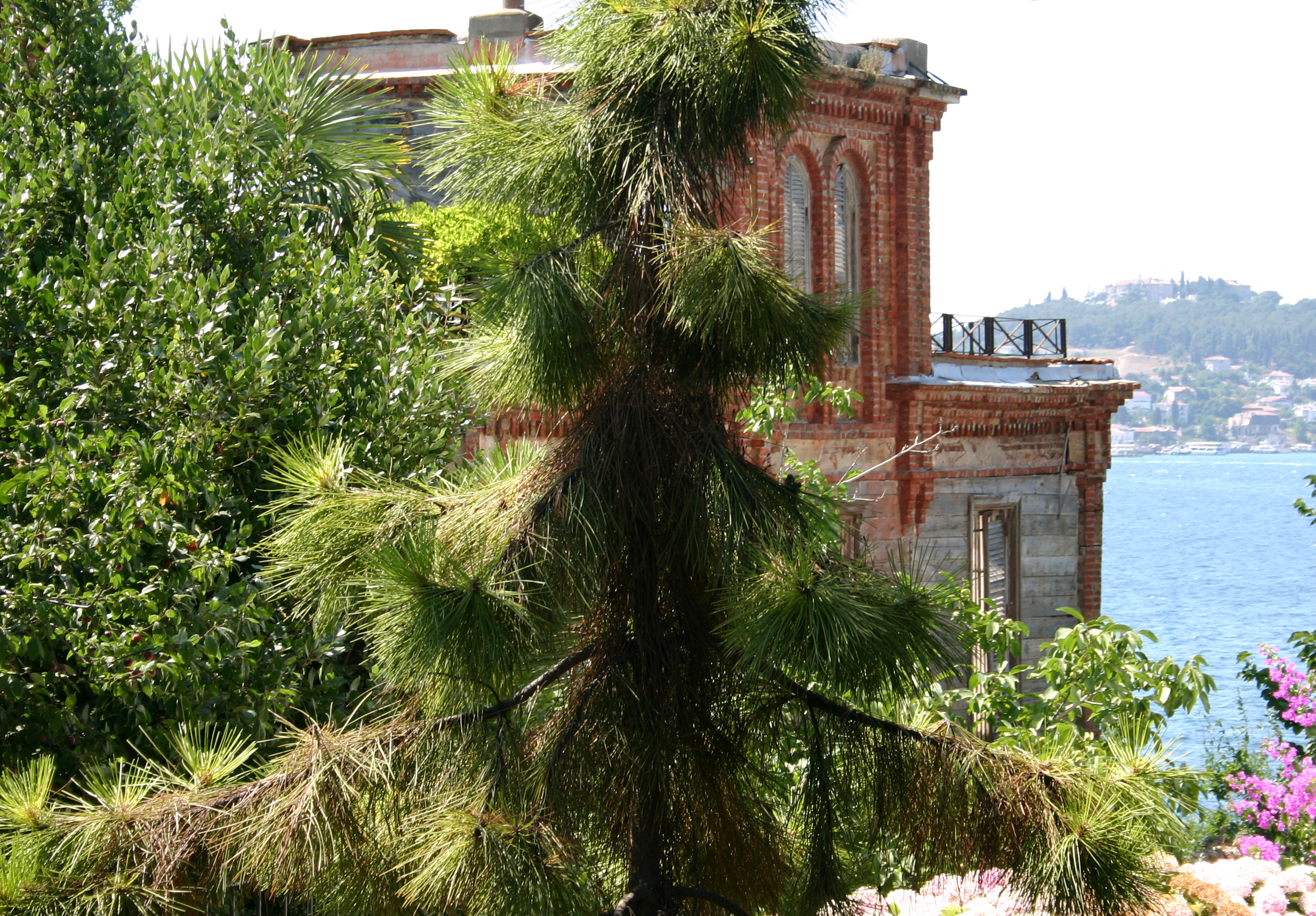
Дом, в котором проживал Л. Д. Троцкий в 1929—1933 годах
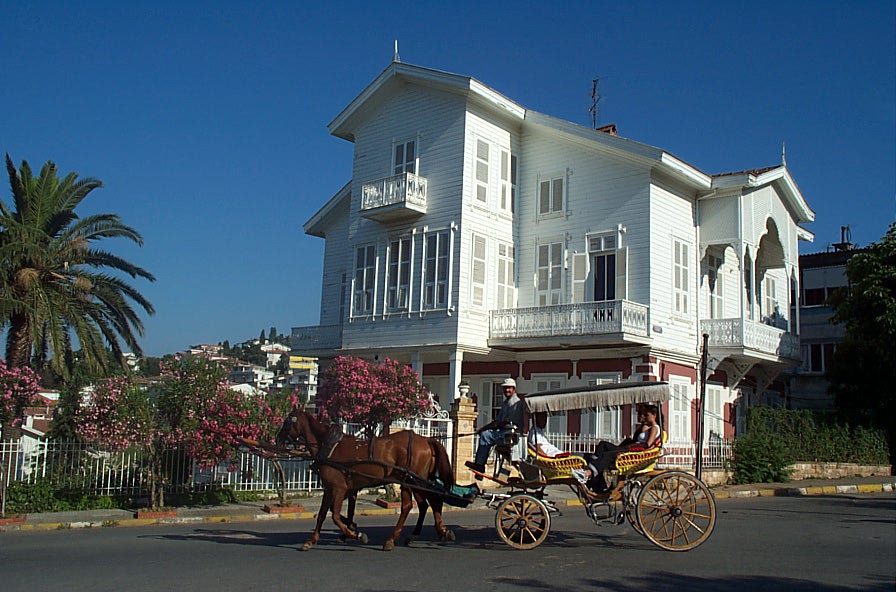
Конный экипаж
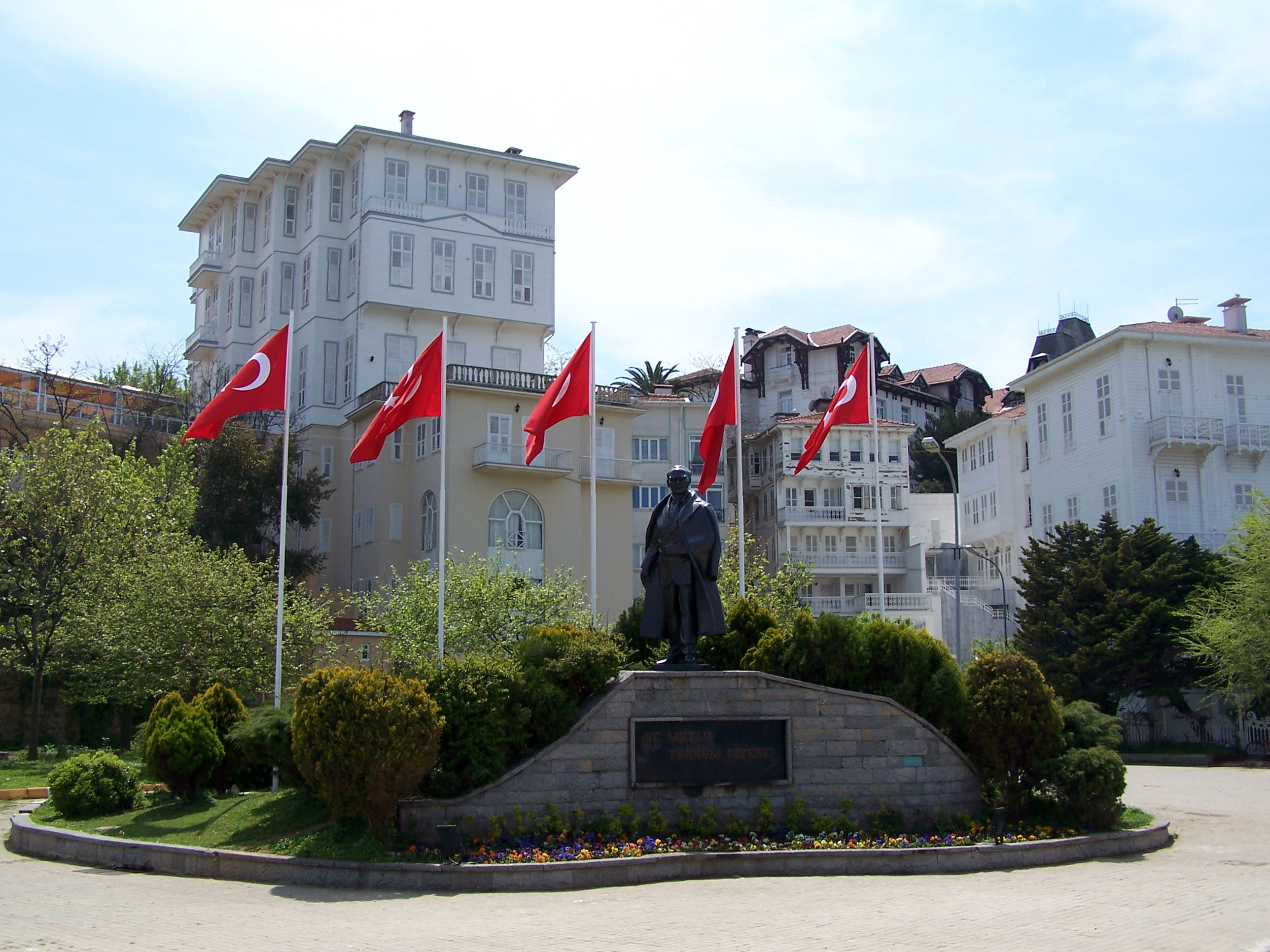
Центральная площадь со статуей Ататюрка
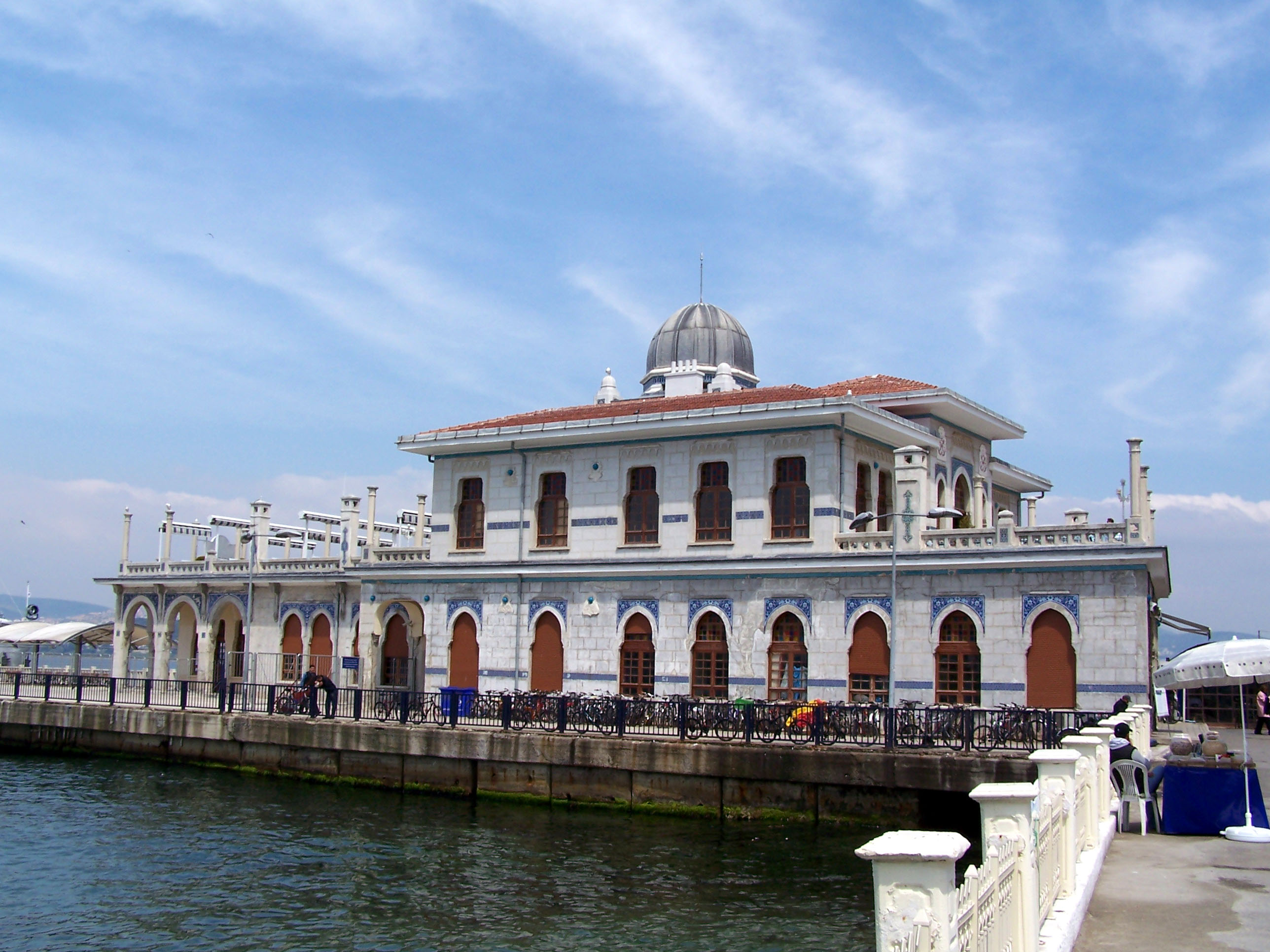
Пристань для паромов
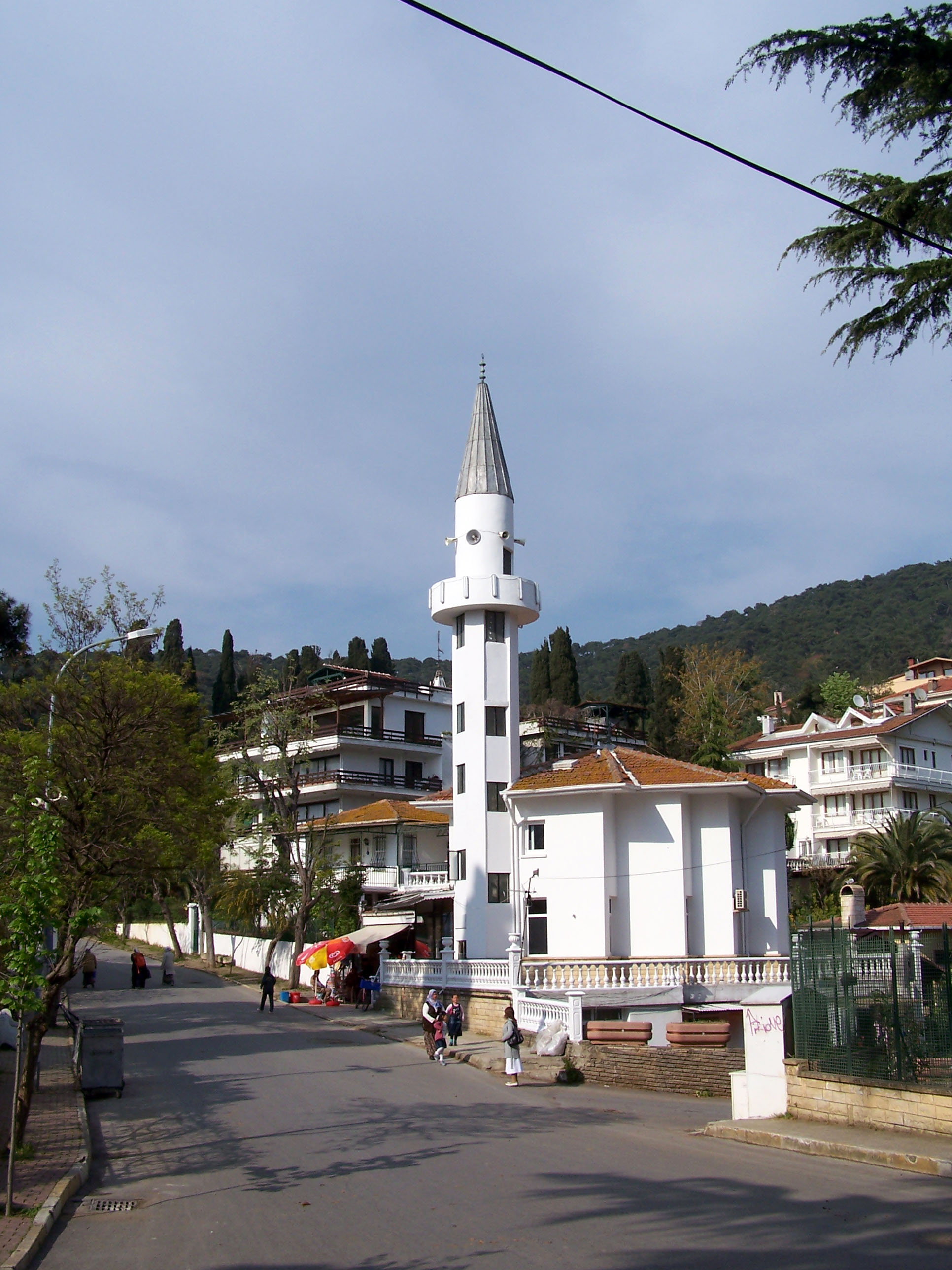
Мечеть
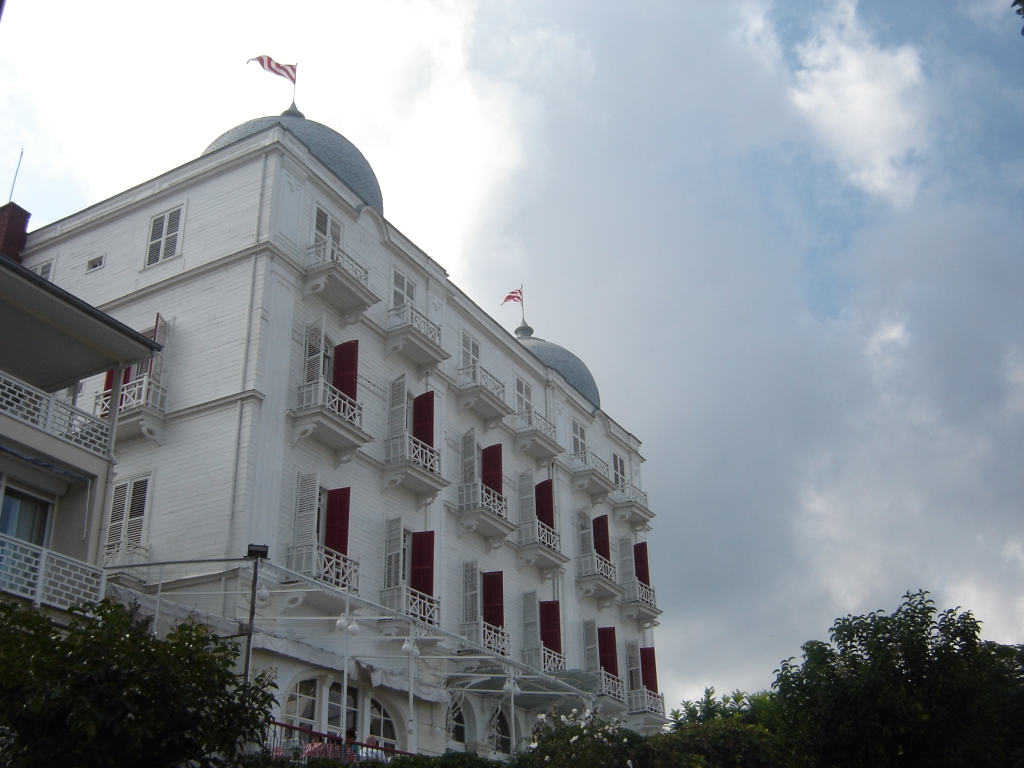
Гостиница Splendid Palace Hotel (1908)
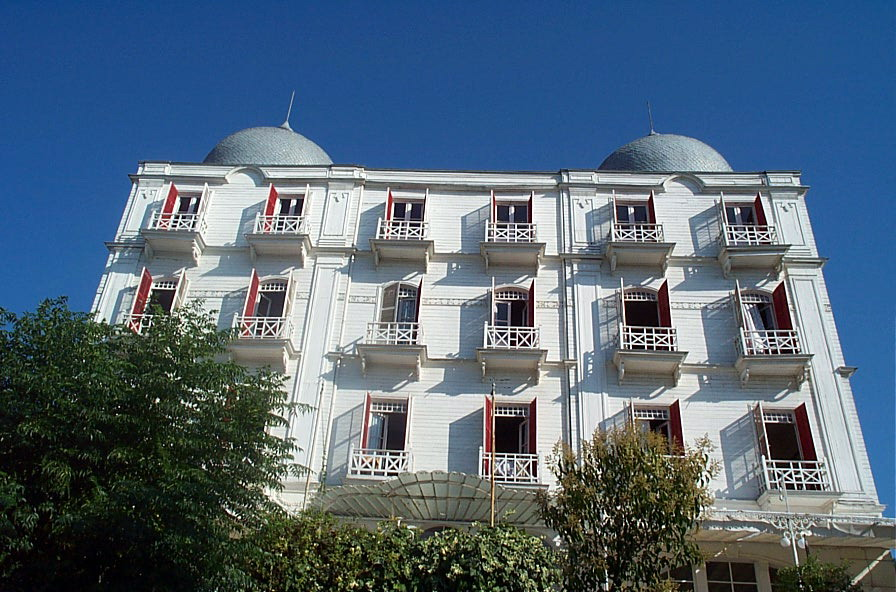
Исторический Splendid Palace Hotel (1908) около порта Бююкады
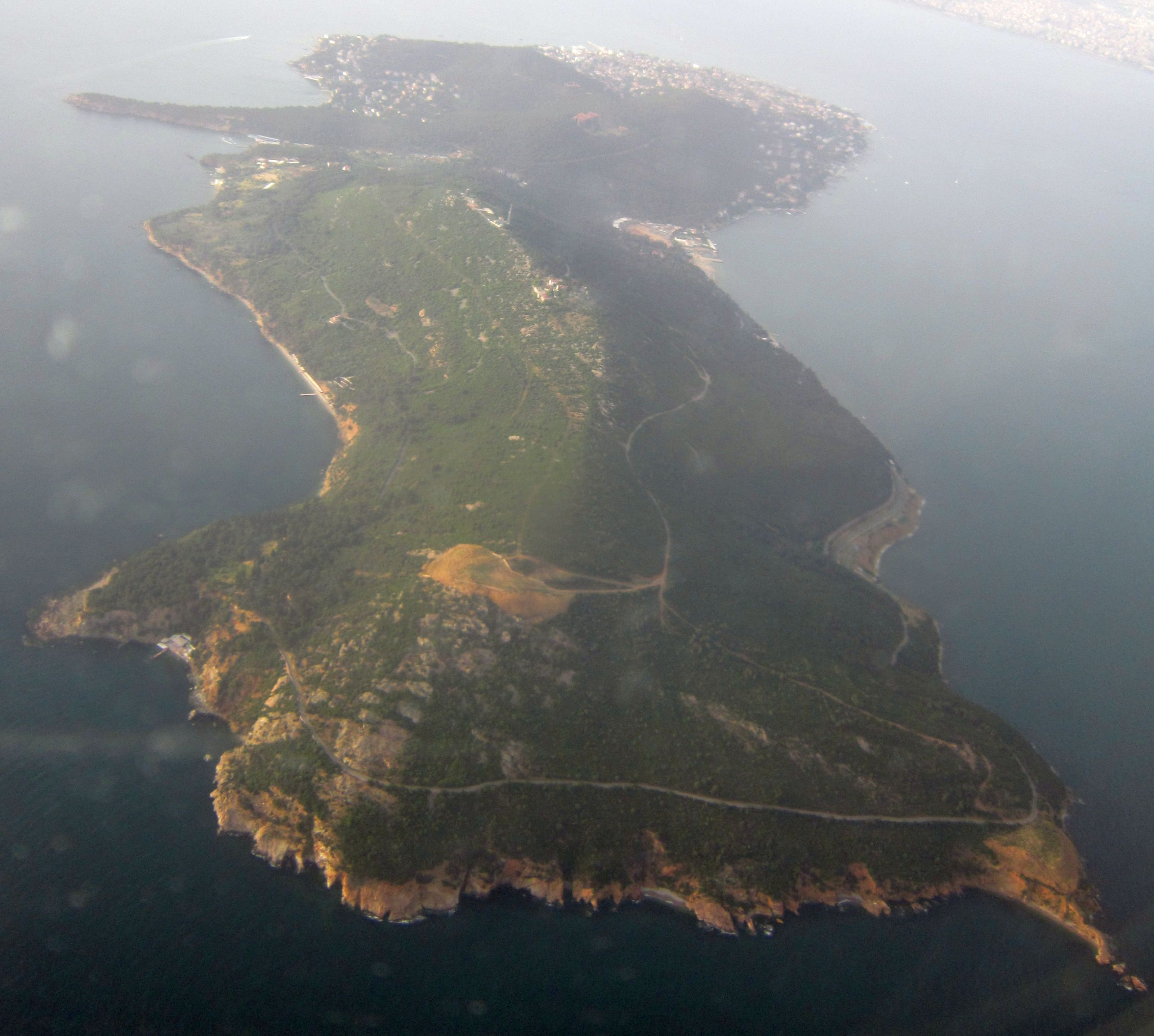
Вид острова с воздуха
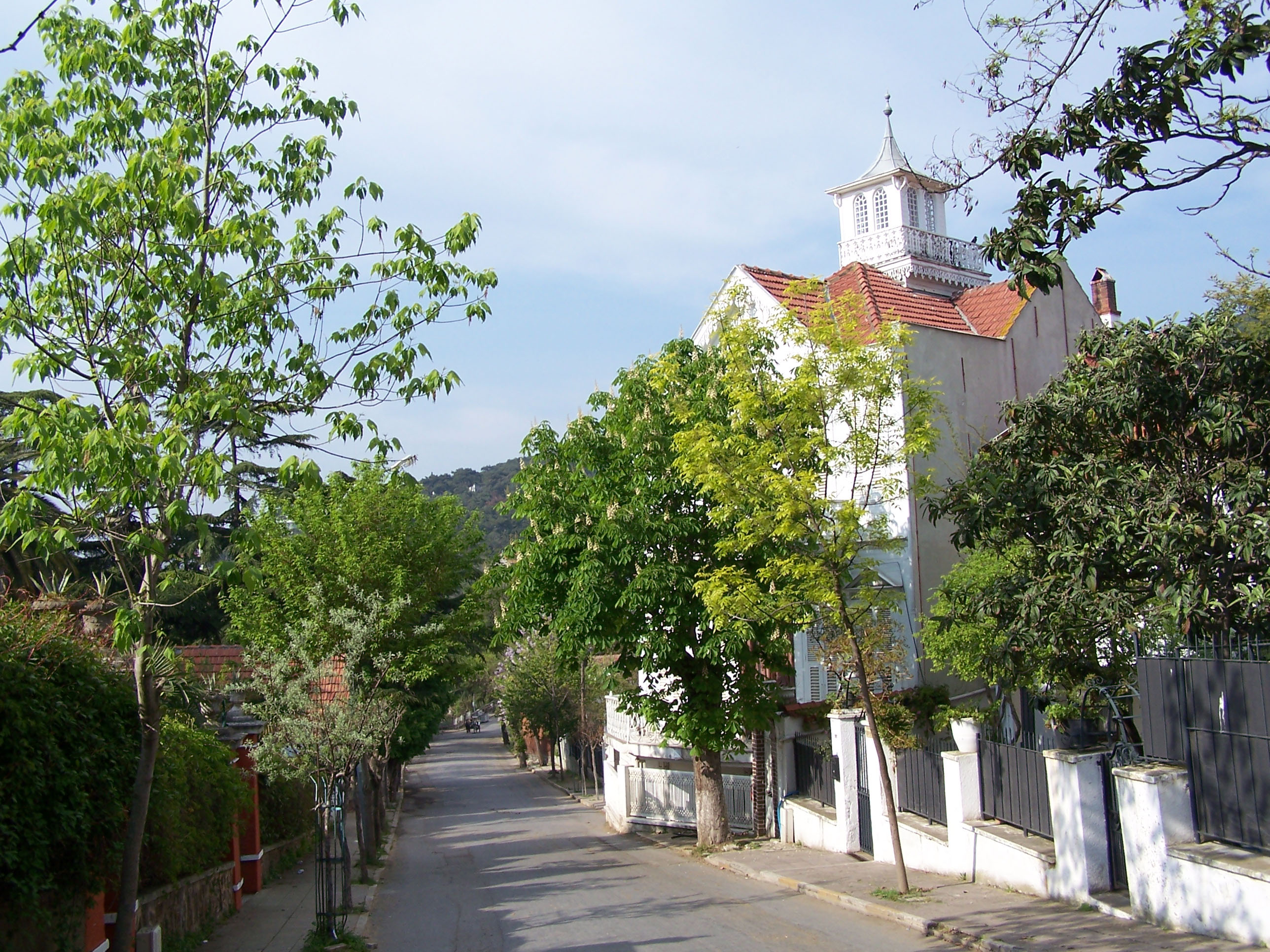
Типичная улица
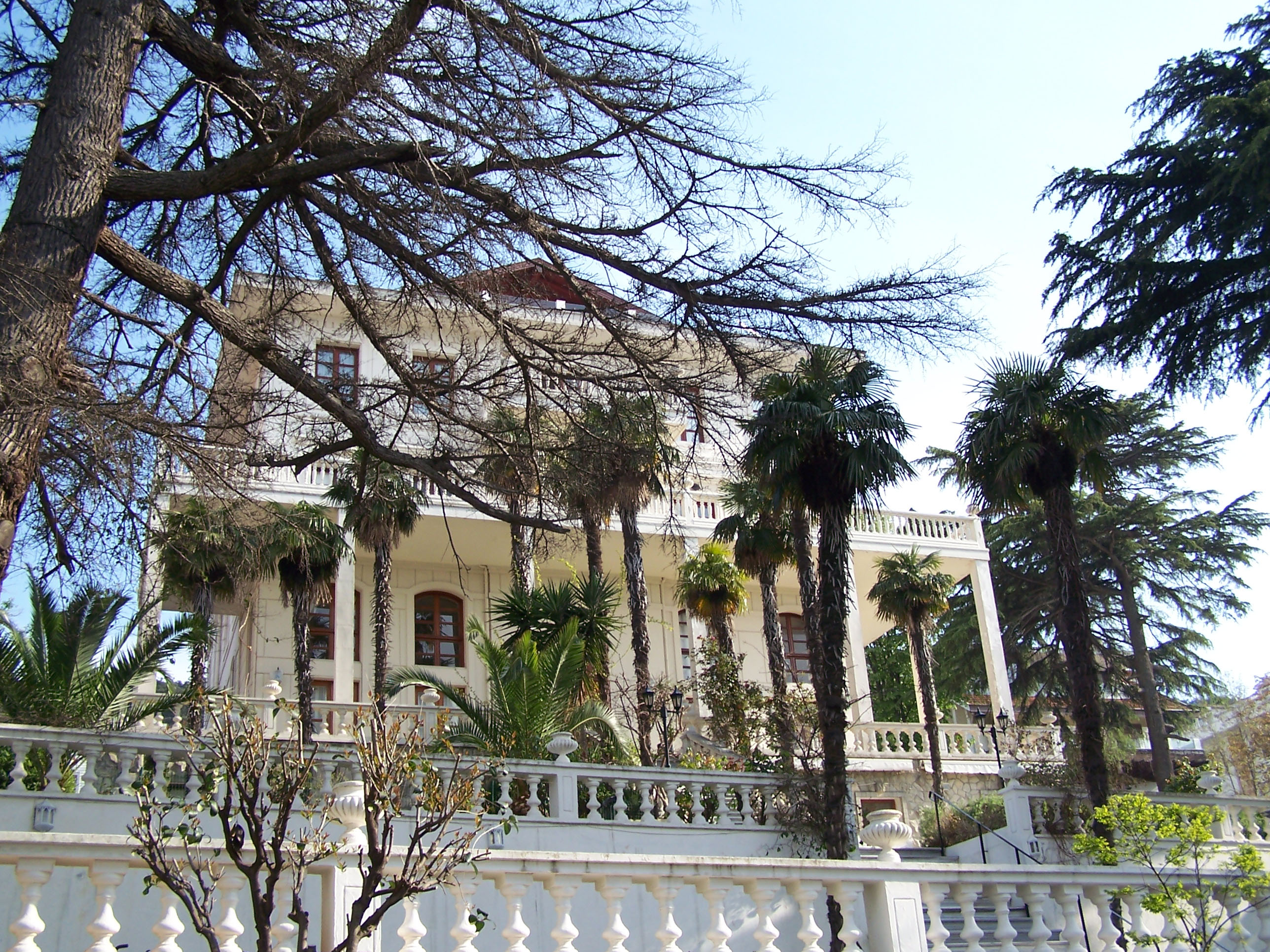
Типичный особняк османской эпохи в Бююкаде
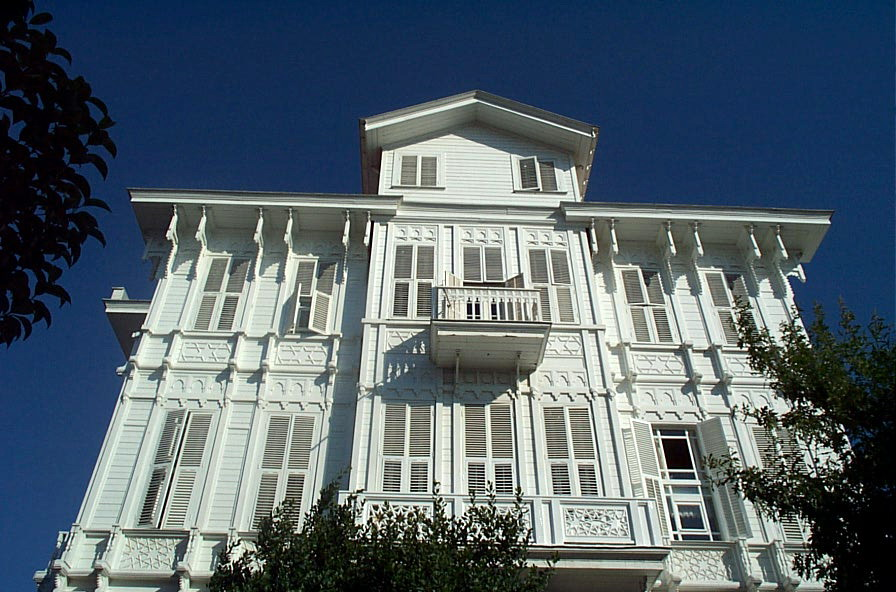
Типичный особняк османской эпохи в Бююкаде
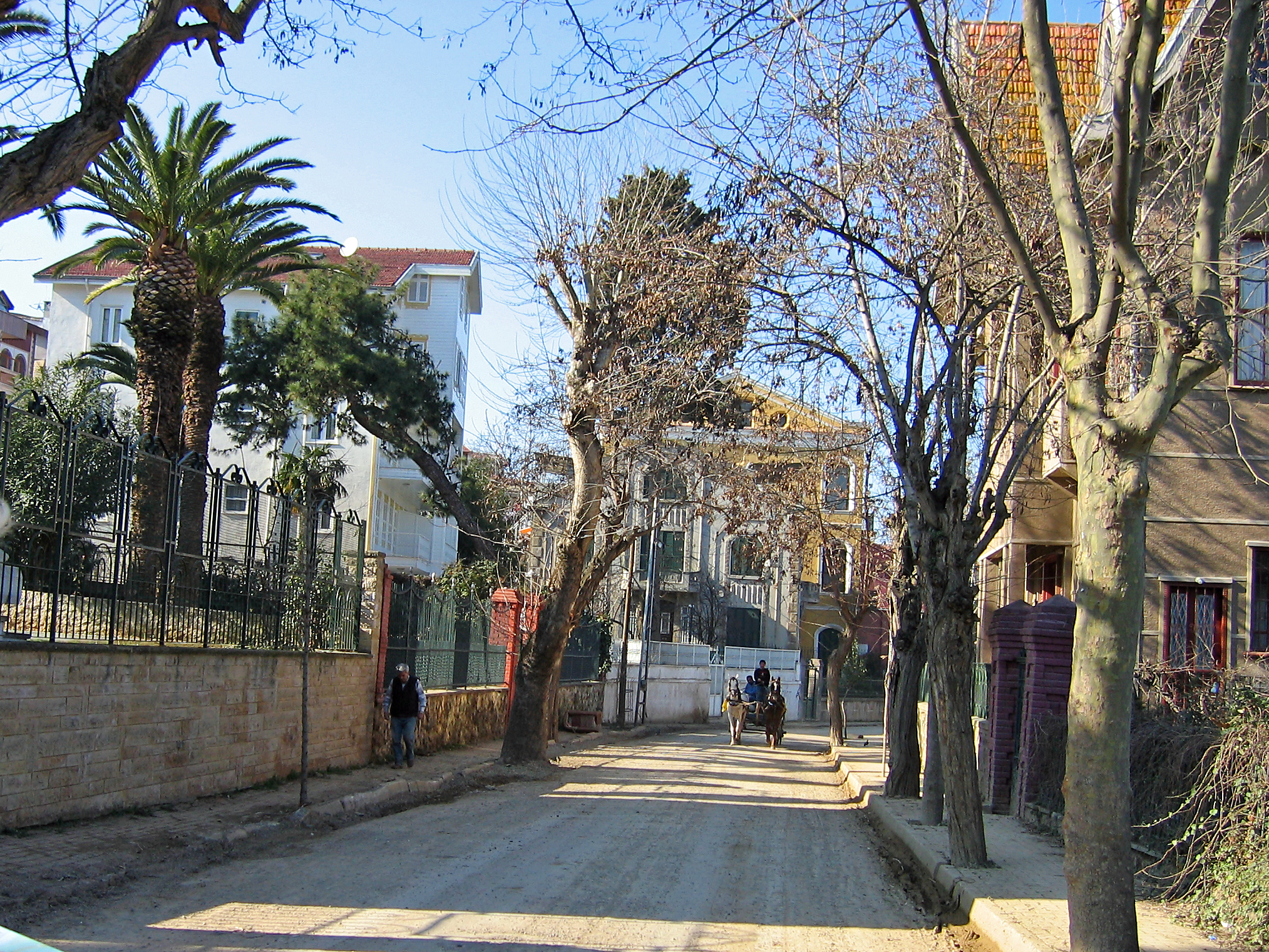
Дома османской эпохи на улицах Бююкады

## Известные уроженцы
- Фотий II — Константинопольский патриарх (1929—1935).